# Artemisia bigelovii
Artemisia bigelovii es una especie de arbusto del género Artemisia, se distribuye por los Estados Unidos:

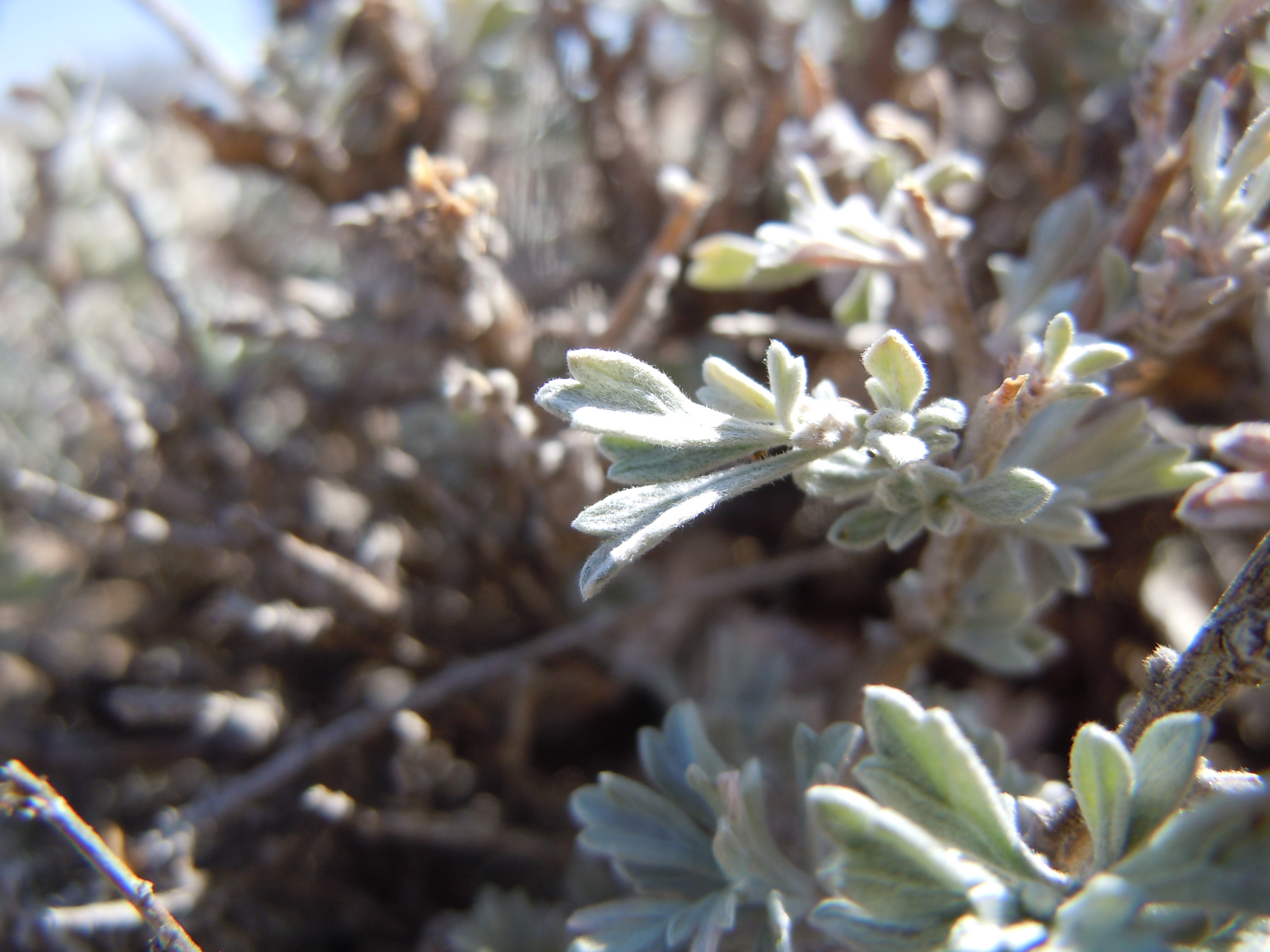
Detalle de las hojas

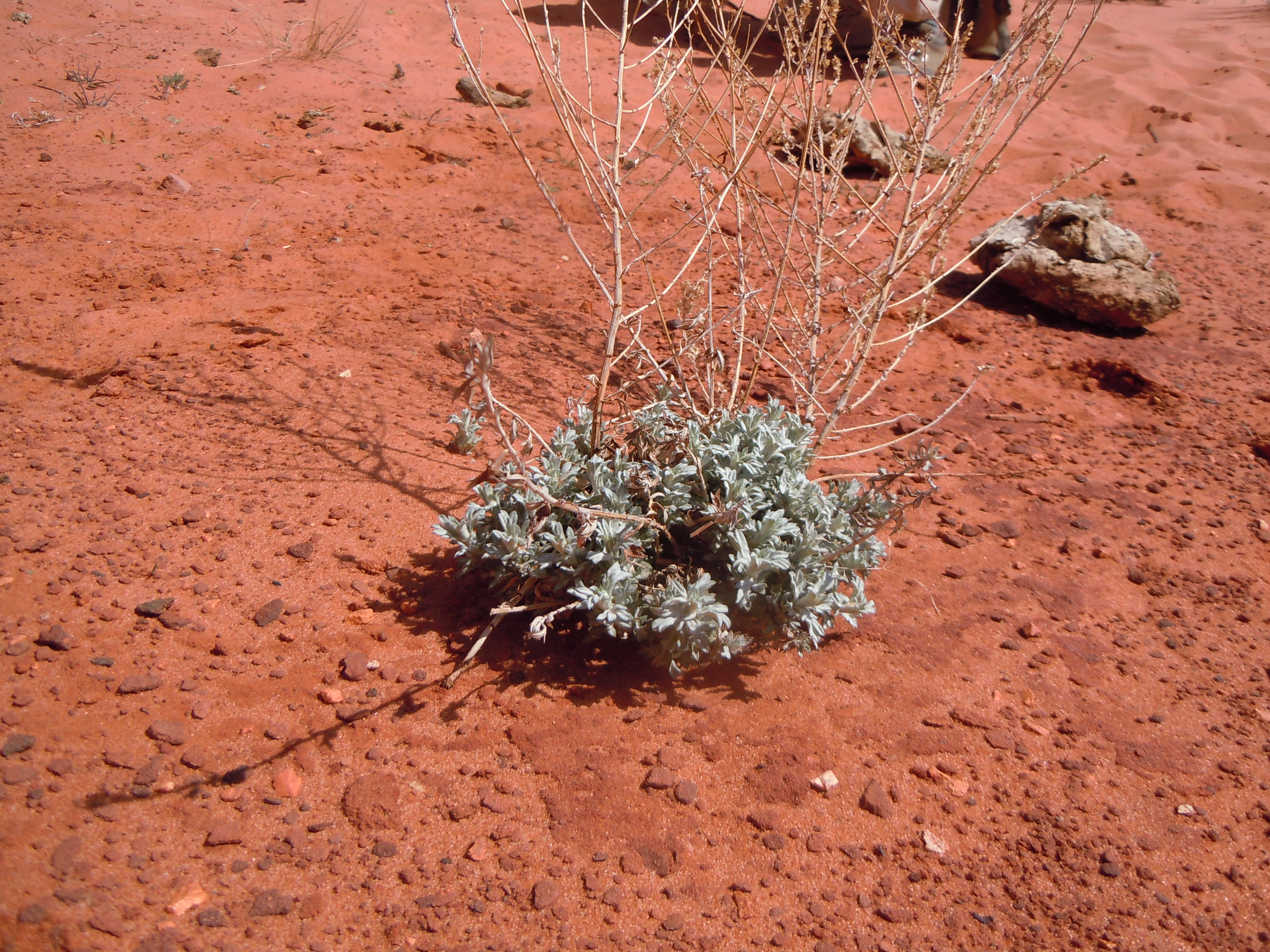
En su hábitat

## Distribución y hábitat
Es nativa del suroeste de Estados Unidos, donde crece en el desierto, depresiones, pastizales y bosques de enebros. Es muy resistente a la sequía y vive en las regiones áridas en suelos de arena y ricos en piedra caliza.

## Descripción
Es un arbusto tipido que crece desde una base leñosa y alcanza una altura máxima de alrededor de medio metro. Tiene muchas ramas curvas y esbeltas con corteza y generalmente de forma redondeada. Los ramas y las hojas están recubiertas de pelos plateados, dando a la planta un color gris. Las hojas son de menos de 3 centímetros de largo y puede terminar en un punto o en tres dientes distintos. La inflorescencia es una panícula de cabezas de flores de color amarillento. El fruto es un pequeño aquenio de alrededor de un milímetro de largo. Esta especie de artemisa es en invierno buen forraje para los animales de pastoreo y se cultiva como planta de cobertura en la recuperación de tierras de pastoreo y para el control de la erosión.

## Taxonomía
Artemisia bigelovii fue descrita por Asa Gray y publicado en Reports of explorations and surveys : to ascertain the most practicable and economical route for a railroad from the Mississippi River to the Pacific Ocean, made under the direction of the Secretary of War 4(5): 110. 1857.
Etimología
Hay dos teorías en la etimología de Artemisia: según la primera, debe su nombre a Artemisa, hermana gemela de Apolo y diosa griega de la caza y de las virtudes curativas, especialmente de los embarazos y los partos. Según la segunda teoría, el género fue otorgado en honor a Artemisia II, hermana y mujer de Mausolo, rey de la Caria, 353-352 a. C., que reinó después de la muerte del soberano. En su homenaje se erigió el Mausoleo de Halicarnaso, una de las siete maravillas del mundo. Era experta en botánica y en medicina.
bigelovii: epíteto
Sinonimia
- Artemisia petrophila Wooton & Standl.
- Seriphidium bigelowii (A.Gray) K.Bremer & Humphries[4]